# Třída Cyclone
Třída Cyclone je třída hlídkových lodí Námořnictva Spojených států amerických. Celkem bylo postaveno čtrnáct jednotek této třídy. Do služby byly přijaty v letech 1993–2000. Mezi jejich hlavní úkoly patřila ochrana pobřežních vod a přístavů, průzkum a přeprava operátorů jednotek Navy SEALs. Prototypovou jednotku roku 2004 získaly Filipíny, které byly dlouho jediným zahraničním uživatelem třídy. Americké námořnictvo zbývající plavidla vyřadilo v letech 2021–2023. Vzhledem k tomu, že plavidla se ve své původní roli neosvědčila, americké námořnictvo neuvažovalo o jejich náhradě plavidly stejné kategorie. Roku 2022 pět vyřazených plavidel získal Bahrajn a roku 2023 další tři Egypt.

## Stavba

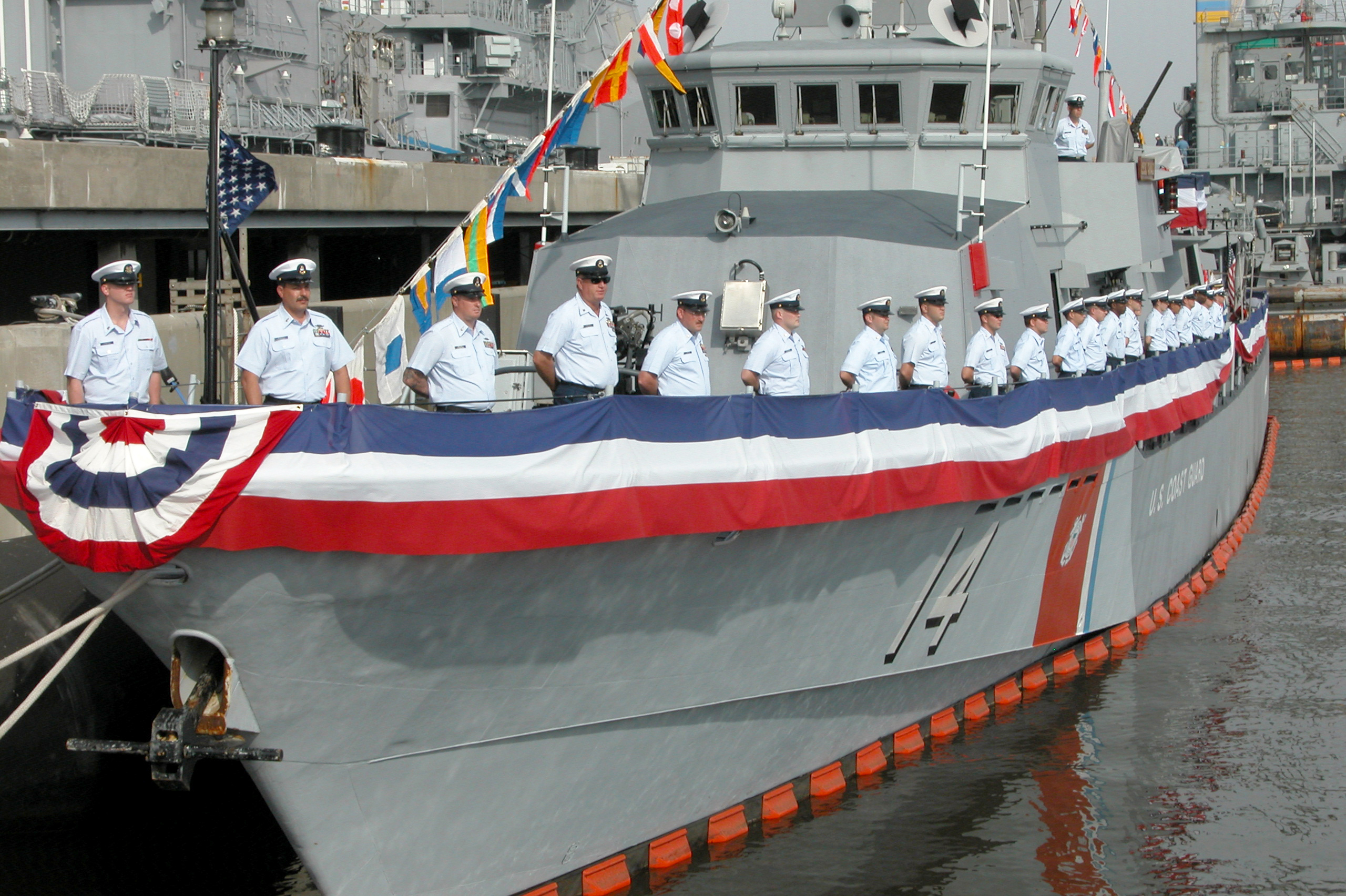
Zařazení plavidla USCGC Tornado (WPC-14) k pobřežní stráži

Hlídkové lodě třídy Cyclone byly vyvinuty v druhé polovině 80. let americkou loděnicí Bollinger Shipyards na základě rozsáhle modifikované verze egyptské třídy Ramadan. Plavidla byla určena především pro pobřežní hlídkování a provádění speciálních operací, při kterých měly přepravovat osmičlenné týmy operátorů Navy SEALs. Oproti svým menším předchůdcům typů PB Mark III a Mark IV měla lepší nautické vlastnosti, schopnost nést čluny RHIB a další vybavení atd. V letech 1993-2000 bylo do služby zařazeno celkem 14 jednotek této třídy. Objednávka na dva další čluny byla zrušena.
Během služby se ukázalo, že třída Cyclone, především pro své značné rozměry a zároveň slabé výzbroji, neodpovídá potřebám Velitelství speciálních operací (Special Operations Command – SOC), které bylo mnohem více spokojeno s novými čluny typu Mark V SOC. Kolem roku 2000 tak byly všechny hlídkové lodě třídy Cyclone převedeny pod velení amerického námořnictva, které v letech 2004-2005 pět jednotek pronajalo americké pobřežní stráži (Tempest, Zephyr, Shamal a Tornado) a prototypovou jednotku dlouhodobě pronajalo Filipínám.
Vhodné uplatnění se pro tato plavidla nalezlo až po zapojení USA do války proti terorismu na počátku 21. století. Od roku 2003 byly čtyři jednotky nasazeny k hlídkování v Perském a Arabském zálivu a v této roli se velmi osvědčily. Z toho důvodu americké námořnictvo převzalo zpět čtveřici jednotek dříve pronajatých pobřežní střáži a na Blízkém východě nasadilo až 10 jednotek třídy Cyclone. Jelikož byla všechna plavidla intenzivním nasazením značně opotřebena, byla od roku 2009 modernizována s cílem zvýšit jejich bojovou hodnotu a umožnit jejich provoz až do období let 2023-2026.
Jednotky třídy Cyclone:
| Jméno                   | Založení kýlu      | Spuštěna         | Vstup do služby  | Status |
| ----------------------- | ------------------ | ---------------- | ---------------- | --- |
| USS Cyclone (PC-1)      | 22. června 1991    | 1. února 1992    | 7. srpna 1993    | V roce 2000 převeden k Pobřežní stráži Spojených států amerických jako USCGC Cyclone (WPC-1). Od 8. března 2004 dlouhodobý pronájem Filipínám. Slouží jako BRP General Mariano Alvarez (PS-38).     |
| USS Tempest (PC-2)      | 30. září 1991      | 4. dubna 1992    | 21. srpna 1993   | V letech 2004–2008 zapůjčen americké pobřežní stráži jako USCGC Tempest (WPC-2). Vyřazena 7. března 2022. Dne 30. března 2022 zařazen do bahrajnského královského námořnictva. Aktivní.             |
| USS Hurricane (PC-3)    | 20. listopadu 1991 | 6. června 1992   | 15. října 1993   | Vyřazena 20. března 2023. Dne 21. března 2023 převeden egyptskému námořnictvu. Aktivní. |
| USS Monsoon (PC-4)      | 15. února 1992     | 10. října 1992   | 22. ledna 1994   | V letech 2004–2011 provozován americkou pobřežní stráží jako USCGC Monsoon (WPC-4). Vyřazena 28. března 2023. Od 11. září 2023 provozován filipínským námořnictvem jako BRP Valentin Diaz (PS-177). |
| USS Typhoon (PC-5)      | 15. května 1992    | 3. března 1993   | 12. února 1994   | Vyřazena 28. února 2022. Dne 30. března 2022 zařazen do bahrajnského královského námořnictva. Aktivní.                                                                                              |
| USS Sirocco (PC-6)      | 20. června 1992    | 29. května 1993  | 11. června 1994  | Vyřazena 20. března 2023. Dne 21. března 2023 převeden egyptskému námořnictvu. Aktivní. |
| USS Squall (PC-7)       | 17. února 1993     | 28. srpna 1993   | 4. července 1994 | Vyřazena 14. března 2022. Dne 30. března 2022 zařazen do bahrajnského královského námořnictva. Aktivní.                                                                                             |
| USS Zephyr (PC-8)       | 6. března 1993     | 3. prosince 1993 | 15. října 1994   | V letech 2004–2011 zapůjčen americké pobřežní stráži jako USCGC Zephyr (WPC-8). Vyřazena 27. února 2021.                                                                                            |
| USS Chinook (PC-9)      | 16. června 1993    | 26. února 1994   | 28. ledna 1995   | Vyřazena 28. března 2023. Od 11. září 2023 provozován filipínským námořnictvem jako BRP Ladislao Diwa (PS-178).                                                                                     |
| USS Firebolt (PC-10)    | 17. září 1993      | 10. června 1994  | 10. června 1995  | Vyřazena 23. února 2022. Dne 30. března 2022 zařazen do bahrajnského královského námořnictva. Aktivní.                                                                                              |
| USS Whirlwind (PC-11)   | 4. března 1994     | 9. září 1994     | 1. července 1995 | Vyřazena 21. března 2022. Dne 30. března 2022 zařazen do bahrajnského královského námořnictva. Aktivní.                                                                                             |
| USS Thunderbolt (PC-12) | 9. června 1994     | 2. prosince 1994 | 7. října 1995    | Vyřazena 20. března 2023. Dne 21. března 2023 převeden egyptskému námořnictvu. Aktivní. |
| USS Shamal (PC-13)      | 23. září 1994      | 3. března 1995   | 27. ledna 1996   | V letech 2004–2011 provozován americkou pobřežní stráží jako USCGC Shamal (WPC-13). Vyřazena 26. února 2021.                                                                                        |
| USS Tornado (PC-14)     | 25. srpna 1998     | 7. června 1999   | 24. června 2000  | V letech 2004–2011 provozován americkou pobřežní stráží jako USCGC Tornado (WPC-14). Vyřazena 4. března 2021.                                                                                       |

## Konstrukce

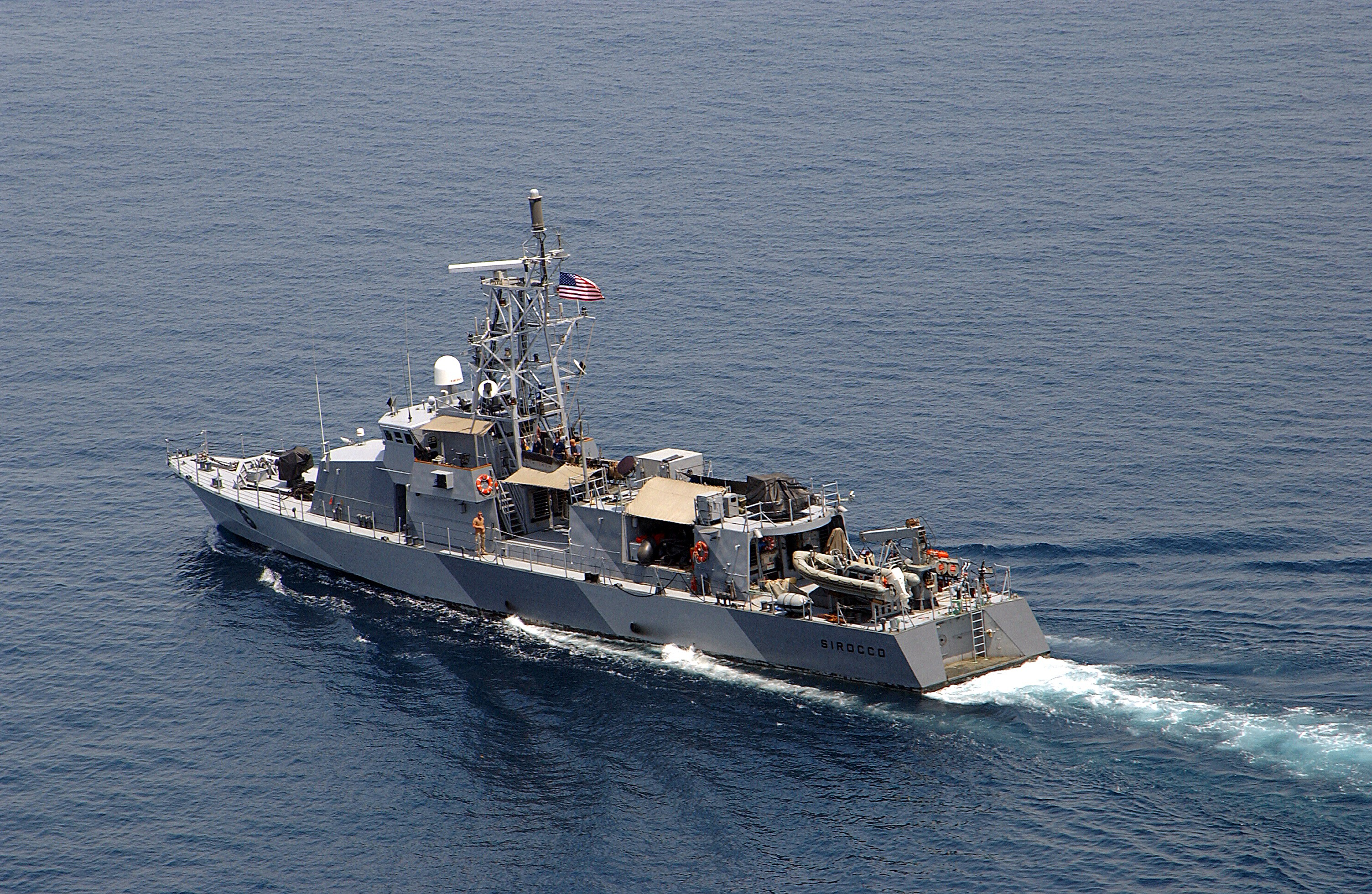
USS Sirocco (PC-6)

Plavidla původně navigační radary RASCAR 3400C a SPS-64(V)9. Hlavní palubní výzbroj tvořily dva 25mm automatické kanóny M242 Bushmaster – přední byl umístěn na manuálně ovládané nestabilizované lafetě Mk 38 Mod 1 a zadní ve stabilizované věži Mk 96, ve které byl spřažen se 40mm granátometem Mk 19. Pro operace speciálních jednotek lodě slouží jeden bojový člun RHIB a dva rychlé čluny CRRC. Pohonný systém tvoří čtyři diesely Paxman Valenta 16RP200-1-CM o celkovém výkonu 14 400 hp, pohánějící prostřednictvím dva převodovek Reintjes čtyři lodní šrouby. Nejvyšší rychlost dosahuje 35 uzlů a cestovní rychlost 25 uzlů. Dosah je 2000 námořních mil.

### Modifikace

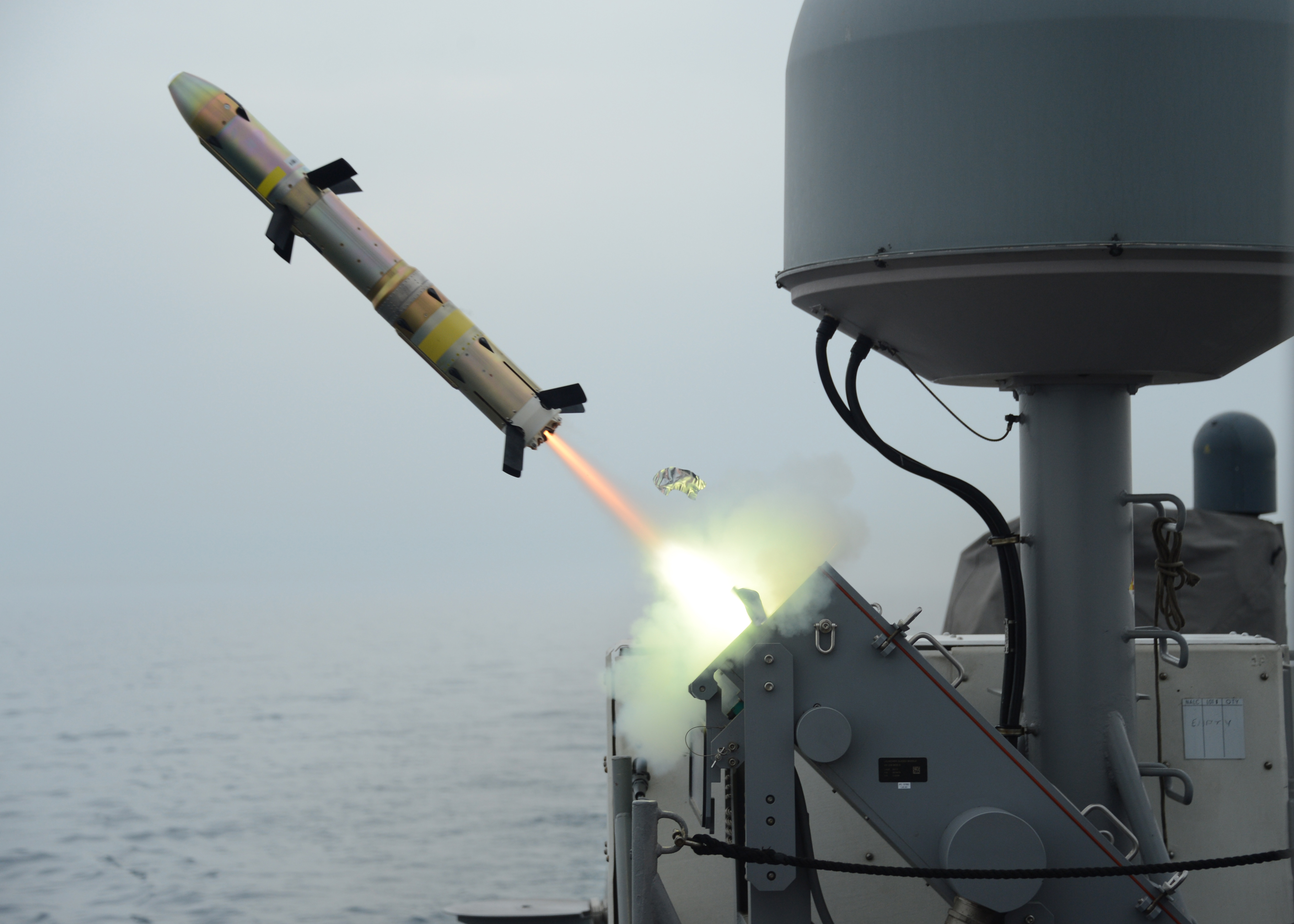
V rámci modernizace dochází k instalaci lehkých protilodních střel Griffin. Snímek je ze člunu USS Firebolt (PC-10).

Během nasazení v Perském zálivu byla výzbroj plavidel zesílena o manuálně ovládané 7,62 a 12,7mm kulomety a 40mm granátomety umístěné na univerzálních lafetách. Dále na ně byly instalovány neletální akustické zbraně LRAD (Long Range Acoustic Device), používané například při protipirátských operacích.
Roku 2009 započaly generální opravy a modernizace třídy Cyclone, prováděné loděnicí Bollinger Shipyards. Poslední člun by měl být modernizován do roku 2017. Vylepšeny byly navigační a komunikační systémy (nové navigační radary Furuno a SPS-73(V12) a pohonný systém. Původní 25mm automatické kanóny nahradila dvě stabilizovaná dálkově ovládaná střelecká stanoviště Mk 38 Mod 2 se stejnými 25mm kanóny M242 Bushmaster, k jejichž zaměřování byly instalovány optotronické hlavice Toplite. Výrazné posílení ofenzivních možností plavidel přinesla integrace lehkých protilodních střel BGM-176B Griffin IIB s dosahem 5,6 km. Střely jsou vypouštěny ze dvou čtyřnásobných vypouštěcích zařízení Mk 60 a k jejich navádění slouží optotronická hlavice SSQ-133 BRITE Star II.

## Uživatelé
Bahrajn
- Bahrajnské královské námořnictvo – Dne 30. března 2022 získalo plavidla Tempest, Typhoon, Squall, Firebolt a Whirlwind.

 Egypt
- Egyptské námořnictvo – Dne 21. března 2023 námořnictvo získalo plavidla Hurricane, Sirocco a Thunderbolt.[3]

 Filipíny
- Filipínské námořnictvo – První a v letech 2004–2022 jediný zahraniční uživatel třídy. Od roku 2004 provozuje prototypovou jednotku General Mariano Alvarez (PS-38, ex Cyclone). Dále získala dne 28. března 2023 dvě vyřazená plavidla Monsoon a Chinook a byla uvedena do provozu 11. září 2023 jako Valentin Diaz (PS-177) and Ladislao Diwa (PS-178).[4]

 Spojené státy americké
- Námořnictvo Spojených států amerických – V letech 1993–2000 zařazeno čtrnáct plavidel této třídy. Poslední dvě byly vyřazeny roku 2023.
- Pobřežní stráž Spojených států amerických – Mezi lety 2000–2011 provozovala až šest plavidel této třídy.